# Kanton Fontaine-Seyssinet
Der Kanton Fontaine-Seyssinet ist seit 1985 ein französischer Wahlkreis im Arrondissement Grenoble im Département Isère in der Region Auvergne-Rhône-Alpes in Frankreich. Hauptort ist Fontaine.

## Gemeinden
Der Kanton besteht aus vier Gemeinden und Gemeindeteilen mit insgesamt 38.800 Einwohnern (Stand: 2022) auf einer Gesamtfläche von 44,30 km²:
| Gemeinde                  | Einwohner 1. Januar 2022 | Fläche km² | Dichte Einw./km² | Code INSEE | Postleitzahl |
| ------------------------- | ------------------------ | ---------- | ---------------- | ---------- | ------------ |
| Claix                     | 7.840                    | 24,12      | 325              | 38111      | 38640        |
| Fontaine                  | 11.089                   | 1,53       | 7.248            | 38169      | 38600        |
| Seyssinet-Pariset         | 11.784                   | 10,65      | 1.106            | 38485      | 38170        |
| Seyssins                  | 8.087                    | 8,00       | 1.011            | 38486      | 38180        |
| Kanton Fontaine-Seyssinet | 38.800                   | 44,30      | 876              | 3806       | –            |

1. ↑   Nur der südöstliche Teil der Gemeinde, der Rest gehört zum Kanton Fontaine-Vercors.